# Чернодробни мъхове
Чернодробните мъхове (Marchantiophyta) са отдел неваскуларни растения, често дребни по размер и незабележими. Често наподобяват малки неправилни листоподобни плочки, покриващи големи площи на земята, макар че могат да бъдат открити и върху скали, дървета и други относително здрави повърхности. Могат да имат и формата на сплескан мъх. Общият брой на видовете се оценява на 6 000 – 8 000.
Името чернодробни мъхове идва от сходството във формата на някои видове с тази на човешки черен дроб. Съгласно с принципите на хомеопатията, в древността се е смятало, че те могат да се използват за лекуване на чернодробни заболявания.
Чернодробните мъхове се срещат в почти всички екосистеми по света, с изключение на морето и най-негостоприемните райони (пустини, целогодишен лед и други). Както повечето групи растения, те са най-изобилни, както в количество, така и като разнообразие на видовете, във влажните тропични зони. Предпочитат влажни и сенчести места, а някои видове могат да създават проблеми в затъмнените оранжерии.
Hepatopsida са неваскуларни растения, в миналото класифицирани в отдел Мъхове (Bryophyta). Hepatopsida най-вероятно са се отделили от останалите бриофити в самото начало на тяхната еволюция. Отличават се от сходните на външен вид листнати мъхове по едноклетъчните ризоиди. Доминираща е гаметофитната фаза, като спорофитите съществуват за кратък период и са зависими от гаметофита.

## Класификация
Отдел Чернодробни мъхове
- Клас Haplomitriopsida Stotler & B.J. Crandall-Stotler, 1977
  - Разред Haplomitriales H. Buch & Schljakov, 1972
  - Разред Treubiales Schljakov, 1972
- Клас Jungermanniopsida Stotler & B.J. Crandall-Stotler, 1977
  - Разред Jungermanniales Carl J.M. von Klinggräff, 1858
  - Разред Metzgeriales Chalaud, 1930
- Клас Чернодробни мъхове (Marchantiopsida, Hepatucopsida) Stotler & B.J. Crandall-Stotler, 1977
  - Разред Blasiales Stotler & B.J. Crandall-Stotler, 2000
  - Разред Marchantiales Karl Gustav Limpricht, 1877
  - Разред Sphaerocarpales Cavers, 1910